# Rhodophthitus procellosa
Rhodophthitus procellosa är en fjärilsart som beskrevs av W. Warren 1905. Rhodophthitus procellosa ingår i släktet Rhodophthitus och familjen mätare. Inga underarter finns listade.